# Klooster van de Paters van het Heilig Hart van Jezus van Bétharram

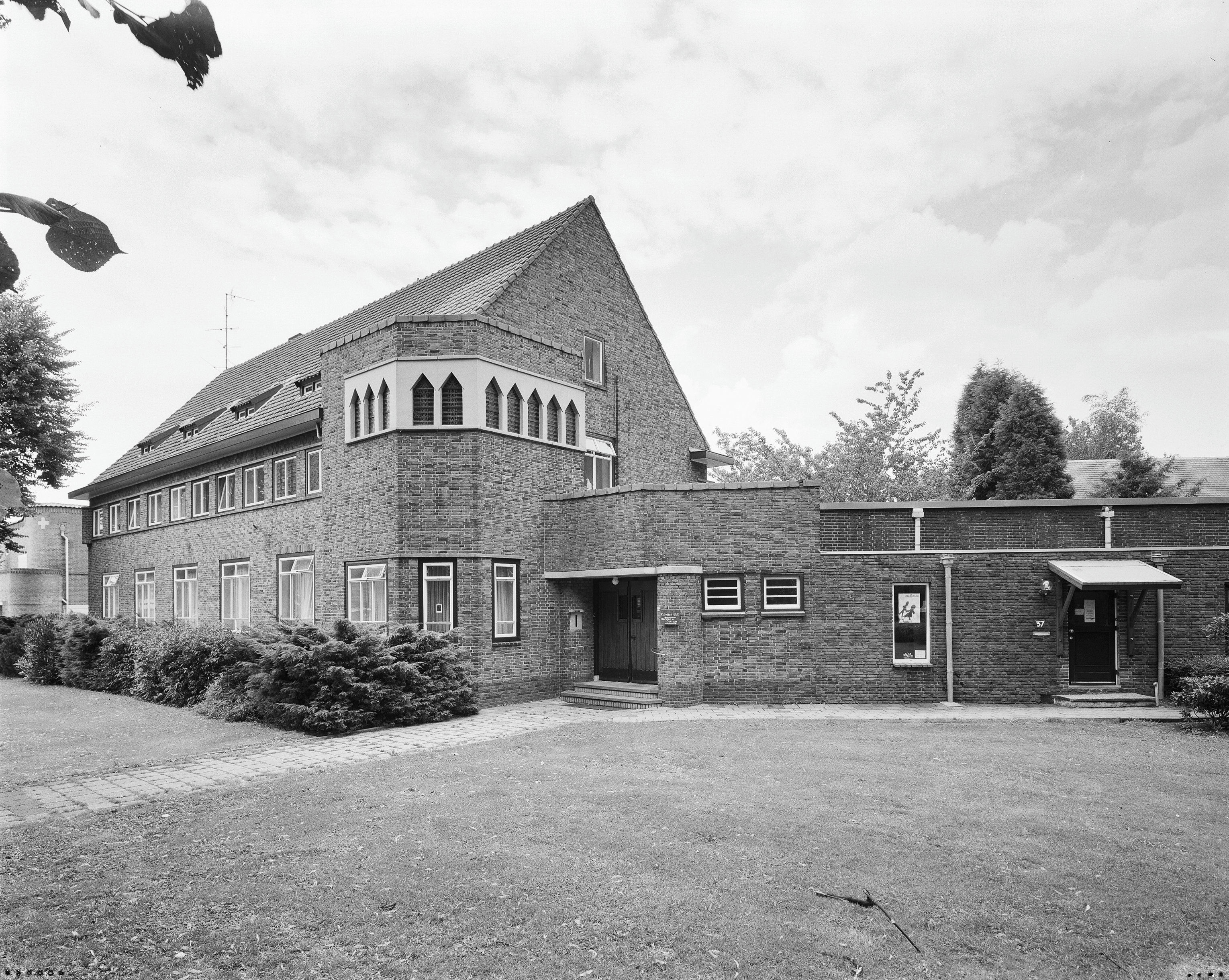
Zijgevel

Het Klooster van de Paters van het Heilig Hart van Jezus van Bétharram is een voormalig klooster in de Sittardse wijk Overhoven, gelegen aan Geldersestraat 39.
Dit klooster werd ontworpen door Jos Wielders en gebouwd in 1926. Er was ook een rectoraatswoning aan verbonden en van daar uit werd de nabijgelegen Heilig Hart van Jezuskerk bediend, welke enkele jaren later gereed kwam.
Hier naast ligt nog een noodkerk met pastorie, en een verenigingsgebouw. Dit complex werd in 1922, eveneens naar ontwerp van Jos Wielders, gebouwd en is nu in gebruik als gemeenschapshuis.
Al de gebouwen die deel uitmaken van dit complex zijn geklasseerd als Rijksmonument.